# Kongebregne (slægt)
Kongebregne-slægten (Osmunda) består af 5-10 arter, som er udbredt i næsten alle tempererede egne. De kendes på, at de har to slags løv: de finnede, grønne "blade", som har fotosyntese, og de oprette sporebærere med store nøgne sporehuse. På grund af de den store mængde sporebærere, der modner samtidigt og antager en gyldenbrun farve, ser det ud, som om bregnerne blomstrer. Her omtales kun de arter, som er vildtvoksende i Danmark, eller som dyrkes her.
| Slægter |

- Kongebregne (Osmunda regalis) – vildtvoksende i Danmark
- Amerikansk kongebregne (Osmunda claytoniana)
- Kanelbregne (Osmunda cinnamomea)